# Кострикин, Афанасий Георгиевич
Афанасий Георгиевич Кострикин (1914—1961) — полковник Советской Армии, участник Великой Отечественной войны, Герой Советского Союза (1943).

## Биография
Афанасий Кострикин родился 2 (15) мая 1914 года в селе Козловка (ныне — Бутурлиновский район Воронежской области). После окончания гидробиологического техникума работал гидротехником в рыбсовхозе в Горьковской области. В декабре 1936 года Кострикин был призван на службу в Рабоче-крестьянскую Красную Армию. В 1937 году он окончил Оренбургскую военную авиационную школу лётнабов. Участвовал в советско-финской войне.
К сентябрю 1943 года капитан Афанасий Кострикин был штурманом 224-го бомбардировочного авиаполка Западного фронта. К тому времени он совершил более 100 боевых вылетов, принял участие в 35 воздушных боях, сбив 3 вражеских самолёта лично и ещё 8 — в составе группы.
Указом Президиума Верховного Совета СССР от 28 сентября 1943 года за «мужество и героизм, проявленные в боях» капитан Афанасий Кострикин был удостоен высокого звания Героя Советского Союза с вручением ордена Ленина и медали «Золотая Звезда» за номером 1127.
После окончания войны Кострикин продолжил службу в Советской Армии. В 1948 году он окончил командный факультет Военно-воздушной академии. В феврале 1959 года в звании полковника Кострикин был уволен в запас. Проживал в посёлке Чкаловский (ныне — в черте города Щёлково Московской области). Погиб 2 ноября 1961 года в автокатастрофе. Похоронен на Гребенском кладбище Щёлково.
Был также награждён двумя орденами Красного Знамени, орденом Александра Невского, двумя орденами Красной Звезды, рядом медалей.